# Hidroboração
A hidroboração-oxidação consiste em um processo de hidratação anti-Markovnikov, podendo ocorrer pelo uso de tetraidrofurano (BH3:THF) ou por diborano (B2H6). Duas principais reações estão envolvidas: a primeira é a ocorrência da adição de um átomo de hidrogênio e um átomo de boro à ligação dupla (hidroboração); A segunda, por sua vez, trata-se da formação de um álcool e um ácido bórico por meio da oxidação e da hidrólise do intermediáriorio alquilborano.